# 後藤健二 (官僚)
後藤健二（ごとう けんじ）は、日本の財務・金融官僚。

## 来歴
東京大学法学部卒業。1988年4月 大蔵省入省。大臣官房調査企画課。1990年 留学（ケルン大学）。1992年7月 国際金融局総務課調整係長。1994年7月 左京税務署長。2006年7月28日 金融庁監督局総務課コングロマリット室長兼監督局総務課金融安定調整官兼監督局総務課国際監督調整官。2013年6月28日 金融庁証券取引等監視委員会事務局特別調査課長。2014年7月9日 内閣府政策統括官（経済社会システム担当）付参事官（財政運営基本方針担当）。2016年6月22日 財務省大臣官房政策金融課長。2017年7月7日 仙台国税局長。2018年7月27日 国税庁調査査察部長。2019年7月5日 国税庁長官官房審議官（酒税担当）。2020年7月20日 福岡国税局長。2021年6月23日 日本政策金融公庫取締役（農林水産事業本部企画管理部門長）。2022年6月28日大阪国税局長。2023年4月1日より造幣局理事長。2025年7月10日、関東財務局長。

## 略歴
- 1988年4月：大蔵省入省。大臣官房調査企画課[1]
- 1990年：留学（ケルン大学）
- 1992年7月：国際金融局総務課調整係長
- 1994年7月：左京税務署長
- 1995年7月：外務省在ドイツ大使館二等書記官
- 1999年7月：国税庁長官官房総務課長補佐
- 2001年7月：金融庁総務企画局企画課長補佐
- 2002年7月：金融庁監督局総務課預金保険調整官
- 2002年11月：内閣府国務大臣（産業再生機構、地域再生担当）秘書官（事務担当）
- 2004年9月：金融庁総務企画局政策課広報室長
- 2005年12月：金融庁総務企画局政策課広報室長 兼 総務企画局政策課情報公開・個人情報保護室長
- 2006年7月28日：金融庁監督局総務課コングロマリット室長 兼 監督局総務課金融安定調整官 兼 監督局総務課国際監督調整官
- 2007年7月13日：金融庁証券取引等監視委員会事務局市場分析審査課長
- 2009年7月14日：金融庁証券取引等監視委員会事務局課徴金・開示検査課長
- 2010年7月30日：金融庁総務企画局参事官 兼 総務企画局市場業務参事官 兼 総務企画局企画課決済システム強化推進調整官
- 2011年8月2日：金融庁総務企画局参事官（市場業務担当） 兼 総務企画局市場業務参事官 兼　総務企画局企画課決済システム強化推進調整官 兼 総務企画課総務課
- 2012年7月13日：金融庁総務企画局参事官（郵便貯金・保険監督担当） 兼 総務企画局郵便貯金・保険監督総括参事官
- 2013年6月28日：金融庁証券取引等監視委員会事務局特別調査課長
- 2014年7月9日：内閣府政策統括官（経済社会システム担当）付参事官（財政運営基本方針担当）
- 2016年6月22日：財務省大臣官房政策金融課長
- 2017年7月7日：仙台国税局長
- 2018年7月27日：国税庁調査査察部長
- 2019年7月5日：国税庁長官官房審議官（酒税担当）
- 2020年7月20日：福岡国税局長
- 2021年6月23日：日本政策金融公庫取締役（農林水産事業本部企画管理部門長）[3]
- 2022年6月28日：大阪国税局長
- 2023年4月1日：造幣局理事長
- 2025年7月10日：関東財務局長

## 出演
TV
- 『ザ・バックヤード 知の迷宮の裏側探訪』（NHK教育テレビジョン、2023年6月7日付）、造幣局理事長として